# Nueva Villa de las Torres
Nueva Villa de las Torres é um município da Espanha na província de Valladolid, comunidade autónoma de Castela e Leão, de área 35,65 km² com população de 387 habitantes (2007) e densidade populacional de 11,02 hab/km².

## Demografia
| Variação demográfica do município entre 1991 e 2004 | Variação demográfica do município entre 1991 e 2004 | Variação demográfica do município entre 1991 e 2004 | Variação demográfica do município entre 1991 e 2004 |
| --------------------------------------------------- | --------------------------------------------------- | --------------------------------------------------- | --------------------------------------------------- |
| 1991                                                | 1996                                                | 2001                                                | 2004                                                |
| 433                                                 | 426                                                 | 412                                                 | 393                                                 |